# Liquidus

Diagrama de fase de una solución sólida, dependiente de la temperatura y la concentración, indicando las curvas de solidus y liquidus.

La temperatura liquidus, TL o Tliq especifica la temperatura por encima de la cual un material es completamente líquido, y la temperatura máxima a la que los cristales pueden coexistir con la masa fundida en equilibrio termodinámico. Se utiliza principalmente para sustancias impuras (mezclas) como vidrios, aleaciones y rocas.
Por encima de la temperatura liquidus, el material es homogéneo y líquido en equilibrio. Por debajo de la temperatura del líquido, se formarán más y más cristales en la masa fundida si uno espera un tiempo suficientemente largo, dependiendo del material. Alternativamente, se pueden obtener vidrios homogéneos mediante un enfriamiento suficientemente rápido, es decir, mediante la inhibición cinética del proceso de cristalización.
La fase cristalina que cristaliza primero al enfriar una sustancia a su temperatura liquidus se denomina fase cristalina primaria o fase primaria. El rango de composición dentro del cual la fase primaria permanece constante se conoce como campo de fase cristalina primaria.
La temperatura liquidus es importante en la industria del vidrio porque la cristalización puede causar problemas graves durante los procesos de fusión y formación del vidrio, y también puede ocasionar la falla del producto.
La temperatura liquidus se puede contrastar con la temperatura solidus. La temperatura solidus cuantifica el punto en el que un material se solidifica completamente (cristaliza). Las temperaturas liquidus y solidus no necesariamente coinciden; si existe una diferencia entre las temperaturas de liquidus y solidus, entonces dentro de ese intervalo, el material consta de fases sólidas y líquidas simultáneamente (fusión parcial).
Para sustancias puras, por ejemplo metal puro, agua pura, etc. liquidus y solidus tienen la misma temperatura, y se puede usar el término «punto de fusión». Para sustancias impuras, por ej. aleaciones, agua del grifo, refrescos, helados, etc. El punto de fusión se amplía en un intervalo de fusión parcial. Si la temperatura está dentro del intervalo de fusión, pueden verse «suspensiones» en el equilibrio, es decir, la suspensión no solidificará completamente ni se fundirá. Esta es la razón por la cual la nieve nueva de alta pureza se derrite o permanece sólida, mientras que la nieve sucia en el suelo tiende a convertirse en lodo a ciertas temperaturas. Los grupos de fusión de soldadura que contienen altos niveles de azufre, ya sea a partir de impurezas fundidas del metal base o del electrodo de soldadura, suelen tener intervalos de fusión muy amplios, lo que aumenta el riesgo de agrietamiento.